# St. Lorenz (Kempten)

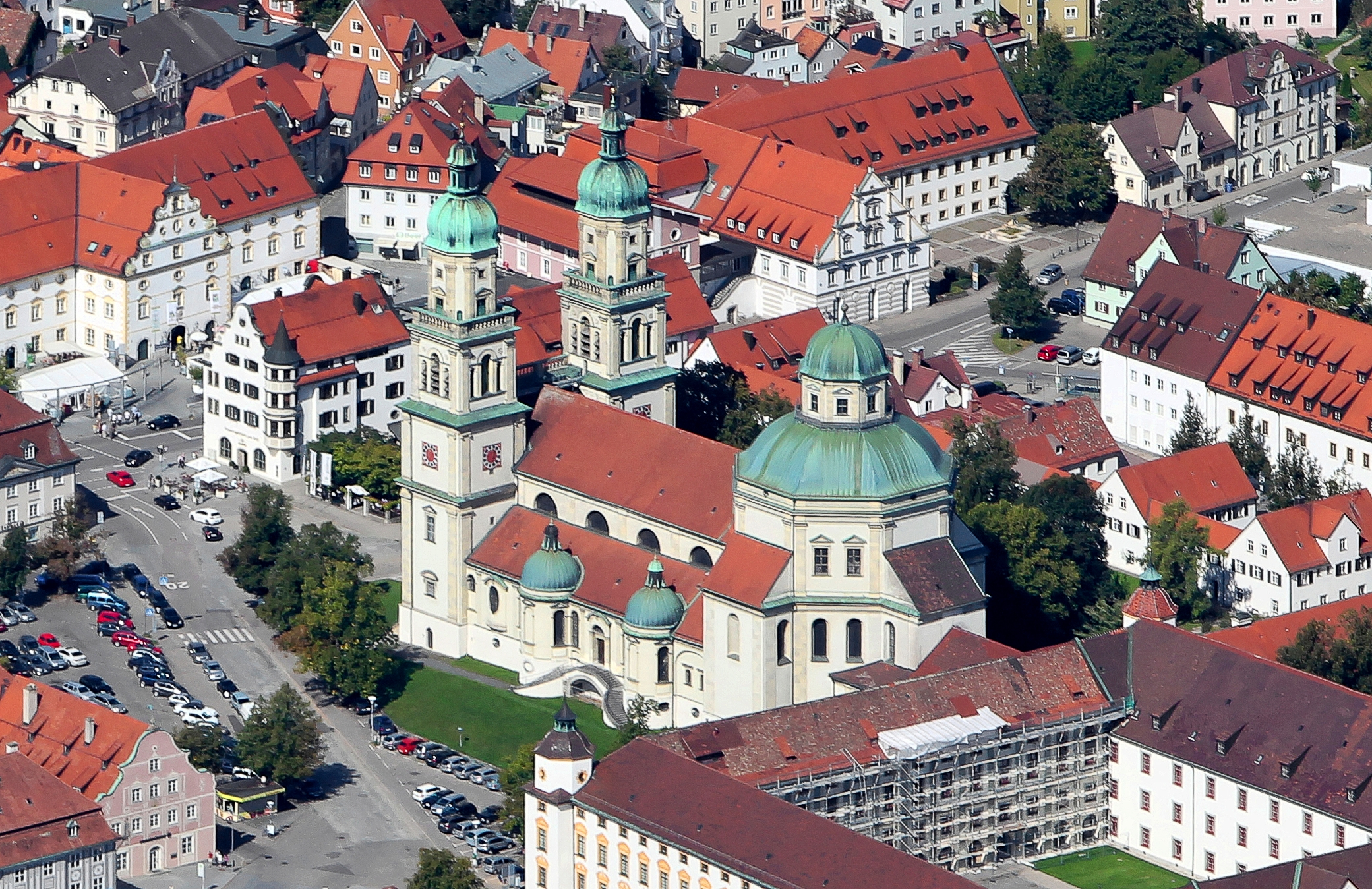
Basilika St. Lorenz in Kempten (2011)

Die katholische Stadtpfarrkirche und Basilika St. Lorenz ist die ehemalige Benediktinerstifts-Kirche des aufgehobenen Fürststifts Kempten. Sie gehört zur gleichnamigen Pfarrei in Kempten im Bistum Augsburg. Die Kirche ist dem heiligen Laurentius von Rom geweiht, Nebenpatronate sind Mariä Himmelfahrt und die Schutzpatrone der Stadt Gordianus und Epimachus. Von der Bevölkerung Kemptens wird die Kirche überwiegend St.-Lorenz-Basilika genannt, während im Duktus der Kirche Basilika als Titel vor den Namen gestellt wird.
Noch während des Dreißigjährigen Krieges begann der damals 29-jährige Abt Roman Giel von Gielsberg die Vorbereitungen zum Kirchenbau. Die Kirche wurde einer der ersten großen Kirchenbauten nach dem Dreißigjährigen Krieg in Deutschland.
Eine Besonderheit der Kirche war die Teilung in Stifts- und Pfarrkirche. Der Chor unter der Kuppel war dem Konvent vorbehalten, davon durch ein Chorgitter abgetrennt war das Langhaus als Pfarrkirche für das Volk bestimmt. Das auf eine Identitätsstiftung ausgelegte Bauprojekt ist eine karolingisierende Anspielung auf das Zentrum des Aachener Doms, die Pfalzkapelle Karls des Großen.  1969 verlieh Papst Paul VI. der Kemptener Pfarrkirche den Ehrentitel Basilica minor.
Die St.-Lorenz-Kirche befindet sich auf einer freien, weitgehend natürlichen Erhebung auf der linken Illerhochterrasse, umgeben im Norden und Westen vom Stiftsplatz, im Süden vom Hildegardplatz.

## Baugeschichte
Die neue Kirche sollte erst im Nachhinein die Funktion von Pfarr- und Klosterkirche vereinigen. Denn ursprünglich war die neue St.-Lorenz-Kirche als Pfarrkirche geplant. Der Konvent sollte seine eigene Stiftskirche erhalten. Akute Geldprobleme verhinderten dies.

### Vorentwicklung und Vorgängerkirche

Das Kloster vor der Zerstörung im Dreißigjährigen Krieg: Die nachträglich eingezeichnete Umrandung des Klosters erfolgte vielleicht durch den Fürstabt, der damit den Umfang des Neubauareals skizzierte. Am linken Rand der Umrandung ist die Pfarrkirche St. Lorenz „uff’m Berg“ zu sehen. Das Marienmünster ist an den zwei Spitztürmen erkennbar.

725 kamen laut Legende der Heilige Magnus und sein Begleiter Theodor nach Kempten, in die Stadt, die ähnlich wie Trier und Augsburg ihre Geschichte bis in das 1. Jahrhundert v. Chr. dokumentieren kann. 752 gründete Audogar ein Kloster in Kempten und wurde dessen erster Abt. Hildegard, abgebildet im Stiftswappen, schenkte laut Legende dem damaligen königlichen Eigenkloster als Gemahlin Karls des Großen 774 die heiligen Leiber von Gordianus und Epimachus.
Nachgewiesen sind ein Bau des 13. Jahrhunderts als ehemalige Stiftskirche an der Stelle der heutigen Residenz (Münster St. Maria) und die Fundamente einer früheren Pfarr- bzw. Leutekirche St. Lorenz an gleicher Stelle, die wohl aus dem 8. oder 9. Jahrhundert stammte. 1990 wurden Fundamente einer westlichen Erweiterung aus dem 11. oder 12. durch Ausgrabungen nachgewiesen.
1632 besetzten und plünderten die Schweden das Fürststift Kempten. Die Bewohner der reformierten Reichsstadt zerstörten anschließend die Gebäude systematisch und gründlich. Das Marienmünster, eine romanische Basilika mit Doppelturmfront im Osten, ungefähr an Stelle des heutigen Osthofs der Residenz, teilte das Schicksal der Klostergebäude. Die westlich knapp außerhalb der Klostermauern auf einer Erhebung gelegene Pfarrkirche St. Lorenz „uff’m Berg“, ein spätgotisches Bauwerk, wurde 1634 bei der Rückeroberung durch die Kaiserlichen ebenfalls schwer beschädigt. Zerstört wurden auch die Nikolauskapelle und die Hildegardkapelle auf dem weitläufigen Areal des Klosters.

### Neubau der barocken Stiftskirche

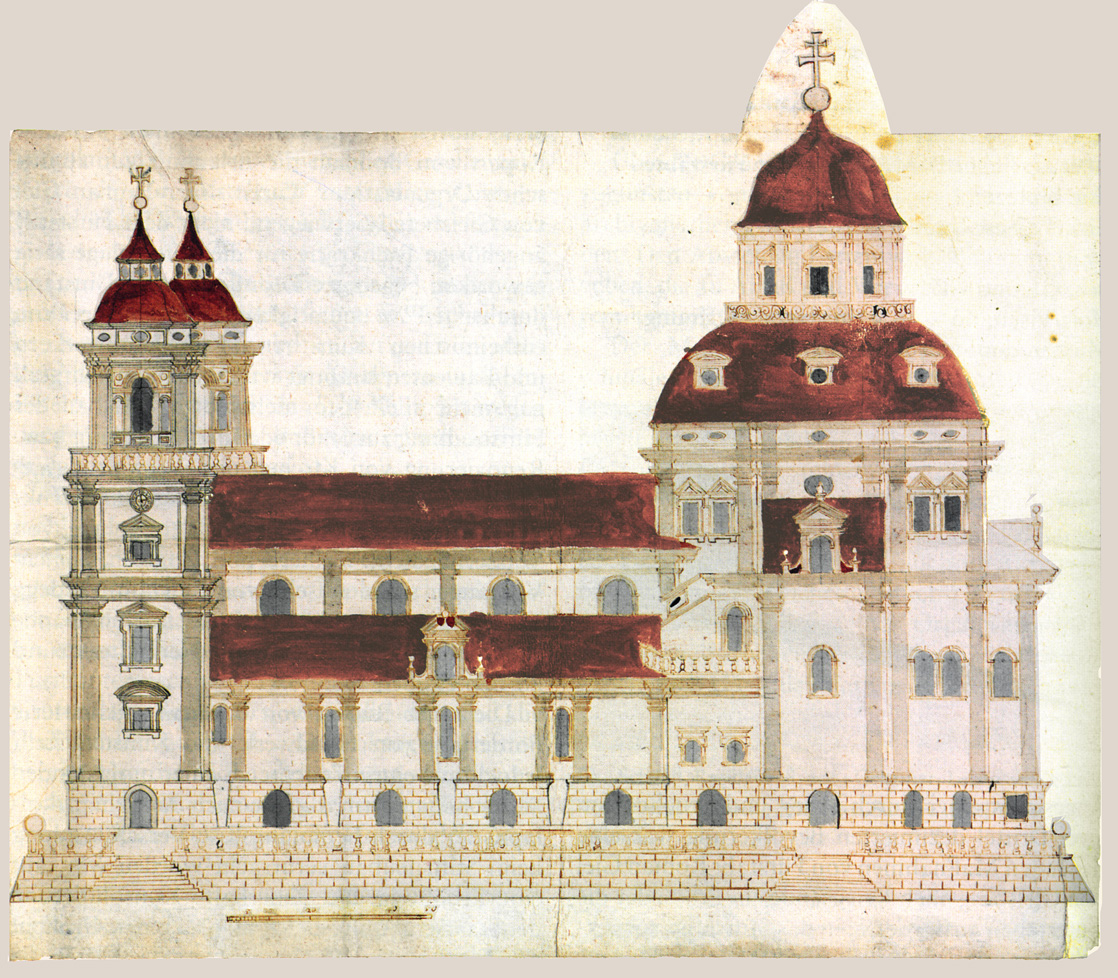
Ursprünglicher Plan von Serro um 1659: Darin markierte die Kuppel den darunter liegenden, wichtigsten Ort der Kirche. Die beiden Türme sollten daher niedriger sein.

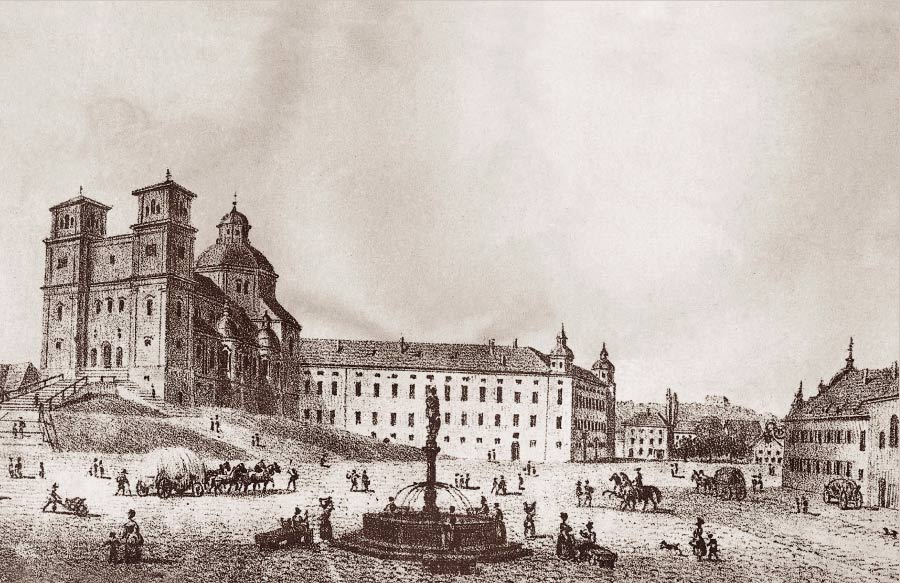
Die Kirche ohne Turmhauben, aber bereits mit den Kuppeln der Seitenkapellen (um 1800)

Am 13. April 1652 war die Grundsteinlegung zum Neubau der Stiftskirche, nachdem schon ein volles Jahr an der östlich anschließenden neuen Residenz gearbeitet worden war. Diese liegt an der Stelle der alten Klostergebäude und des Marienmünsters. Die Konzeption der Gesamtanlage stammte von Fürstabt Roman Giel von Gielsberg, der trotz einer desolaten wirtschaftlichen Lage nach dem Ende des Dreißigjährigen Krieges als kompromissloser, zielstrebiger Bauherr auftrat. Er zog für die Planung und Ausführung seiner Ideen den Vorarlberger Baumeister Michael Beer bei. Als das Langhaus der Kirche stand, schied der Baumeister Michael Beer aus. Am 24. März 1654 wurde Johann Serro zu seinem Nachfolger bestimmt. Serro veränderte später den schon fortgeschrittenen Bau grundlegend. Selbst das gedrückte Gewölbe wurde abgebrochen und durch ein höher gelegenes Tonnengewölbe ersetzt. Das Langhaus wurde im Scheitel 70 Zentimeter höher, Serro fügte zudem ein Emporengeschoss ein und erhöhte dadurch das Choroktogon. Damit war vom ursprünglichen Bauplan nur noch die Grundrisskonzeption geblieben. Das vollendete Bauwerk gilt als eigenständige Lösung des Giovanni Serro und seines Bauherrn, des Fürstabtes Roman Giel von Gielsberg. Serro veränderte die Form der Emporen; damit wurde der Druck der Mittelschiffwände auf die verbreiterten Seitenschiffe abgelenkt.
Der Kirchenneubau war 1670 weitgehend fertiggestellt, nur an der Doppelturmfassade wurde noch bis 1673 gearbeitet. Die Turmabschlüsse blieben aufgrund der hohen Bauschulden unvollendet und erhielten nur ein Walmdach über dem Glockengeschoss. Auf späteren Bildern, die auch eine gewisse Außenwirkung und Repräsentanz  darstellten, wurden die Kirchtürme überwiegend fertig dargestellt. Der Fürstabt musste sich später wegen einer Verschwendungs-Anklage seiner Kapitulare beim Nuntius in Luzern verteidigen. Der Fürstabt wurde 1671 nach Rom abberufen, wo er 1673 starb.
Ab 1660 wurde mit der Ausgestaltung der Kirche begonnen. Den mit Zwischgold gehöhten Stuck hat 1660 bis 1663 Giovanni Zucalli geschaffen. Er stammte wie Johann Serro aus Roveredo und war der Vater des Münchner Baumeisters Enrico Zuccalli. 1665 wurde die Dekoration im Chor vollendet. Die 1681 stuckierten Orgelemporen im Chor waren bereits barocke Wessobrunner Arbeit, vermutlich von Anton Bader.
Eindrücklich ist das Freskenprogramm, das der Konstanzer Maler Andreas Asper von 1661 bis 1669 nach einem Programm des Fürstabts Roman Giel von Gielsberg ausführte. Andreas Asper ist Schüler von Johann Christoph Storer in Mailand und kehrte 1658 nach Konstanz zurück. Er erlernte bei Storer auch die Freskotechnik. Der vielbeschäftigte Storer empfahl für den Großauftrag in Kempten seinen Schüler Asper, der damit einer der ersten Maler im heutigen Deutschland war, der nördlich der Alpen die vergessene Freskotechnik wieder einführte.
Die Scagliola-Füllungen der abgeschrägten Wandpfeiler im Chor waren vor 1670 von einer Frau Stuckhatorin, vermutlich Barbara Hackl, erstellt worden. Sie schuf auch die Scagliola-Füllungen der Chorgestühldorsale. Als Holzbildhauer dieses Werks wurden der Tiroler Peter Pfaundler und Hans Ludwig Ertinger genannt. Ertinger war auch der Schöpfer des Ablösealtars im Nordarm des Oktogons.
Die ursprünglichen Choraltäre aus der Erbauungszeit wurden 1682 durch neue Stuckmarmoraltäre ersetzt. Der Hochaltar in rotbraunem Stuckmarmor füllte nun die ganze Ostwand. Er ist ein Werk von Johann Georg Haggenmiller aus dem benachbarten Wiggensbach. Das Altarblatt zeigt die Himmelfahrt Mariens, ursprünglich vom Münchner Hofmaler Johann Kaspar Sing gemalt, wurde das Altarblatt 1780 bis 1784 durch eine Kopie ersetzt.
Der Konvent zog 1674 in die Residenz, die neue Stifts- und Pfarrkirche wurde sicher bereits benutzt, dennoch gab es die festliche Einweihung erst spät am 12. Mai 1748. Dieser Einweihung ging allerdings eine Umbauphase voraus, nachdem der Füssener Johann Jakob Herkomer ab 1706 noch vier Seitenschiffkapellen anfügte und das Schiff eine Rokokoausstattung erhielt. In der gleichen Zeit wurden die Seitenaltäre am Eingang zum Oktogon aufgestellt. Eventuell handelt es sich bei dem Jahr 1748 nur um eine Neuweihe nach umfangreichen Umbau.
In den Seitenschiffen und den Rundkapellen wirkten die Stuckateure Johann Georg Üblher (Grabsteine, Altäre, die beiden Seitenaltäre) und Abraham Bader, der Bildhauer Aegid Verhelst und der Maler Franz Georg Hermann.

### Säkularisation und Baumaßnahmen

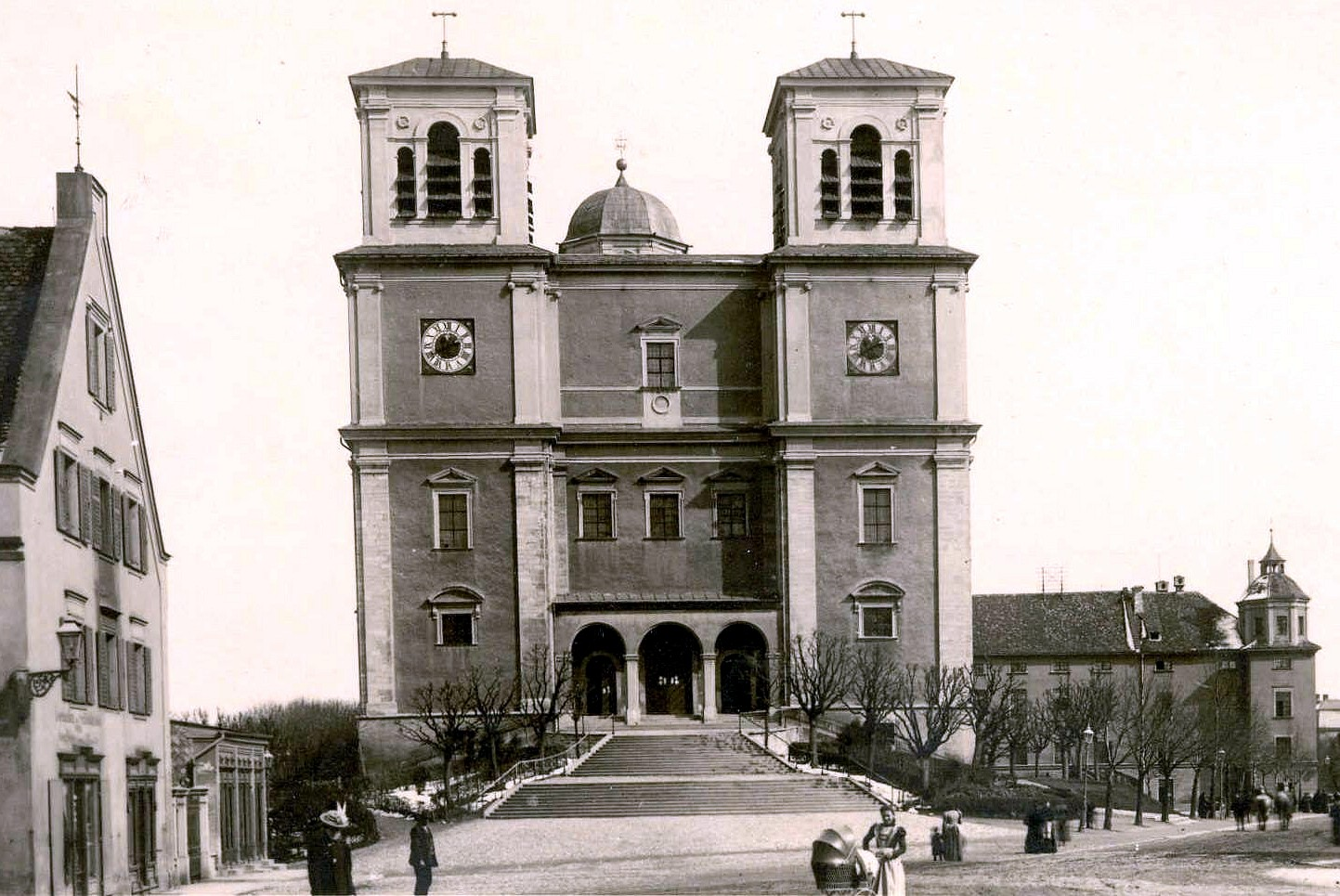
Turmform vor 1900

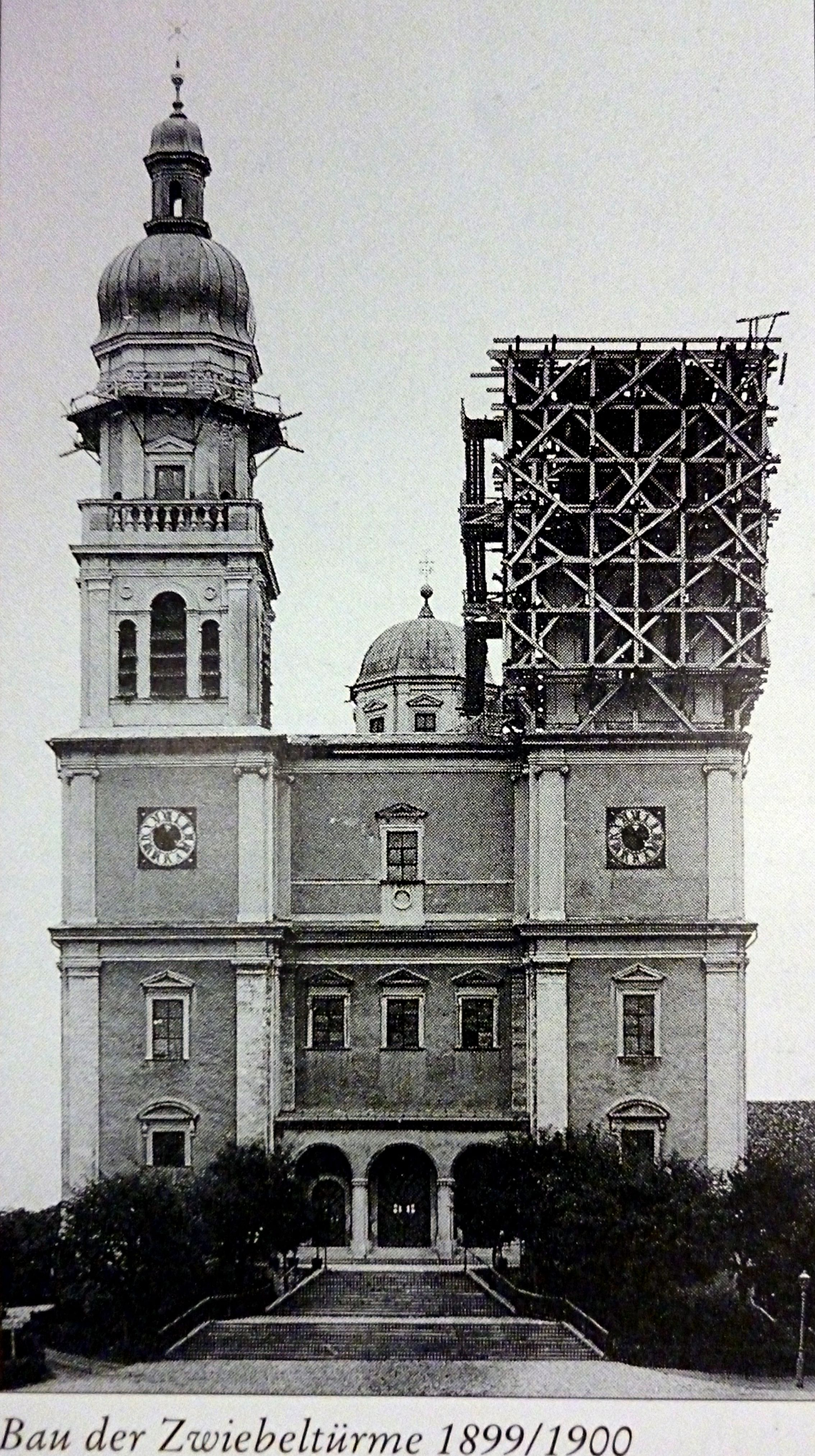
1900: Bau der Zwiebeltürme

Mit der Säkularisation in Bayern, die das Fürststift 1802 traf, wurde das Gebäude ausschließlich Pfarrkirche. 1830 wurde der Zugang vom Langhaus zur Krypta geschlossen. 1844 oder 1848 entfernte die Kirchengemeinde das Chorgestühl, das stark reduziert aus der Mitte des Chors entfernt an die Diagonalwände im Chor gestellt wurde.
Die letzte Umbauphase mit einer erstmaligen Sanierung des Innenraums begann 1864. Eine Westempore mit Orgel wurde eingebaut, die westliche Freitreppe vor den Doppeltürmen wurde verändert, eine kleine Vorhalle 1875 angebaut. 1869 wurde ein Südzugang mit Freitreppe geschaffen, dabei aber eine Flachkapelle mit Seitenaltar zerstört. Im Jahr 1900 wurden die beiden Kirchtürme und eine Balustrade in der Mitte der Westfassade in neubarocken Formen auf Entwurf von Hugo von Höfl fertiggestellt. Dabei wurden unterschiedliche Materialien verwendet, darunter auch Beton, der eine höhere Dichte als die darunter liegenden Baustoffe hat. Daraus resultiert eine ungünstige Gewichtsverteilung, welche die Stabilität beeinträchtigt. So pendeln die Türme leicht bei starkem Wind und sogar durch die Schwingungen der Kirchenglocken. Resultat sind sichtbare Risse zwischen Türmen und Hauptbau.
In den Jahren 1915 bis 1927 erfolgte eine Restaurierung des Innenraums, der eine Renovierung der Südfront in den Jahren 1931 bis 1934 folgte. 1939 erhielt die Westorgel ein neubarockes Gehäuse. 1964 und im Nachfolgejahr wurde der gesamte Außenbau renoviert. 1969 verlieh Papst Paul VI. der Kirche den Ehrentitel Basilica minor. Ab 1983 kam es zu einer umfangreichen Innenrestaurierung. 1990 bis 1994 wurde der Innenraum restauriert, die Farbfassungen von Langhaus und Chor wurden nach Befund auf die Erstfassung des 17. Jahrhunderts zurückgeführt.
Seit 2017 wird die Westfront mit den beiden Doppeltürmen saniert. Insbesondere sollen die Schäden durch die nachträgliche Erhöhung der beiden Kirchtürme im Jahr 1900 entfernt und in der Zukunft verhindert werden. Auch die Orgeln in der Kirche werden abgebaut und instand gesetzt. Die Arbeiten an der Außenfassade sollen bis 2021 fertiggestellt sein. So soll die Kirche, deren Pilaster im Stil der 1960er eine Natursteinverkleidung durch unterschiedliche Farbaufträge simuliert, möglichst in ihr originales Aussehen im 18. Jahrhundert versetzt werden.

## Beschreibung

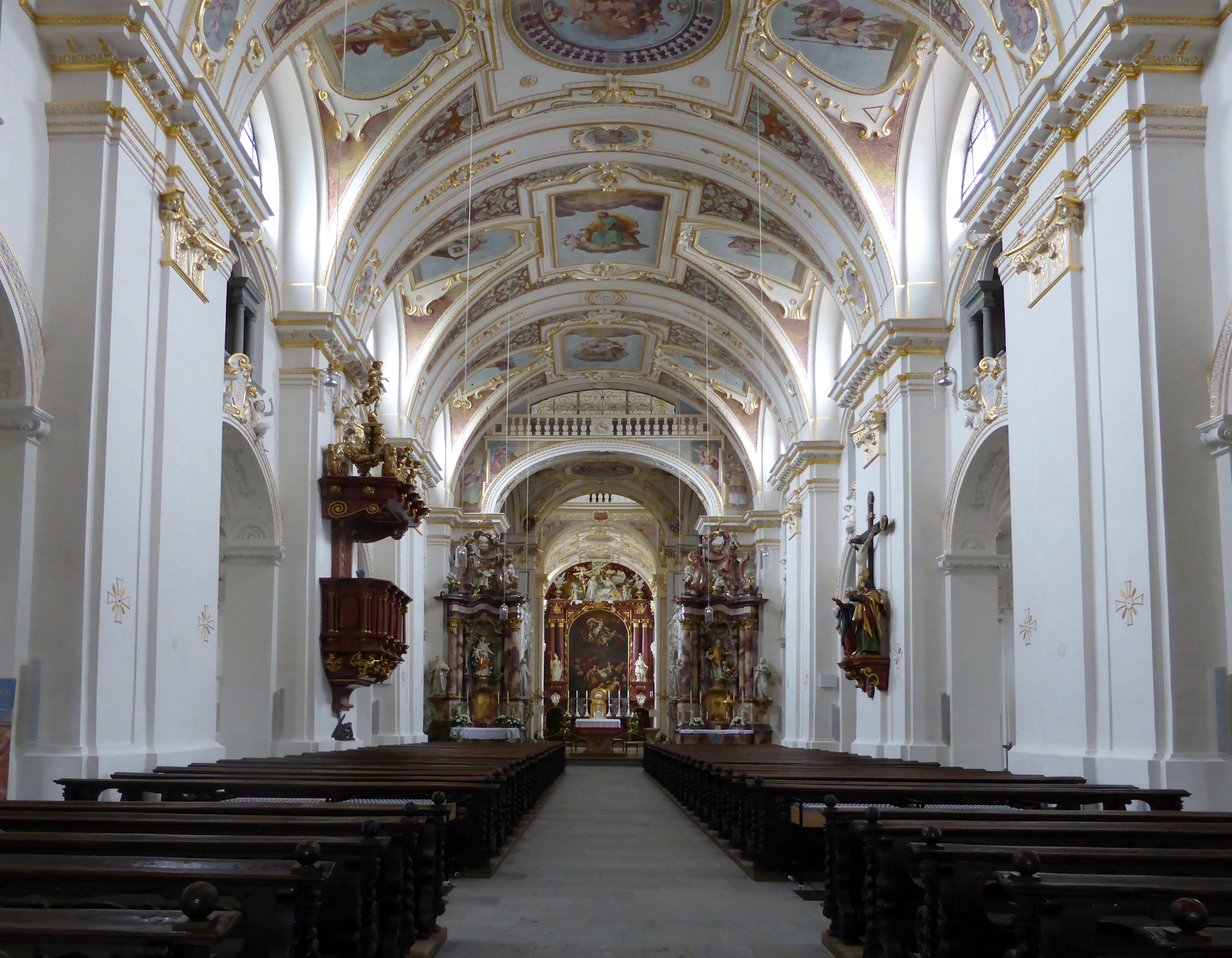
Langhaus der Kirche

Das fünfjochige Langhaus ist 40,5 Meter lang, das Mittelschiff 16,3 Meter hoch. Die beiden niederen Seitenschiffe mit Emporen sind 6,80 Meter hoch. Der achteckige, ungefähr gleich breite Chor hat eine 42 Meter hohe Kuppel. Die oktogonförmige Kuppel überspannt den Zentralbauchor. Das Langhaus wird durch eine Doppelturmfassade geprägt, die Türme haben eine Höhe von je 65 Metern.

## Ausstattung
Info: Der Abschnitt Ausstattung befindet sich im Ausbau und ist daher unvollständig. (Stand: 28. März 2018)

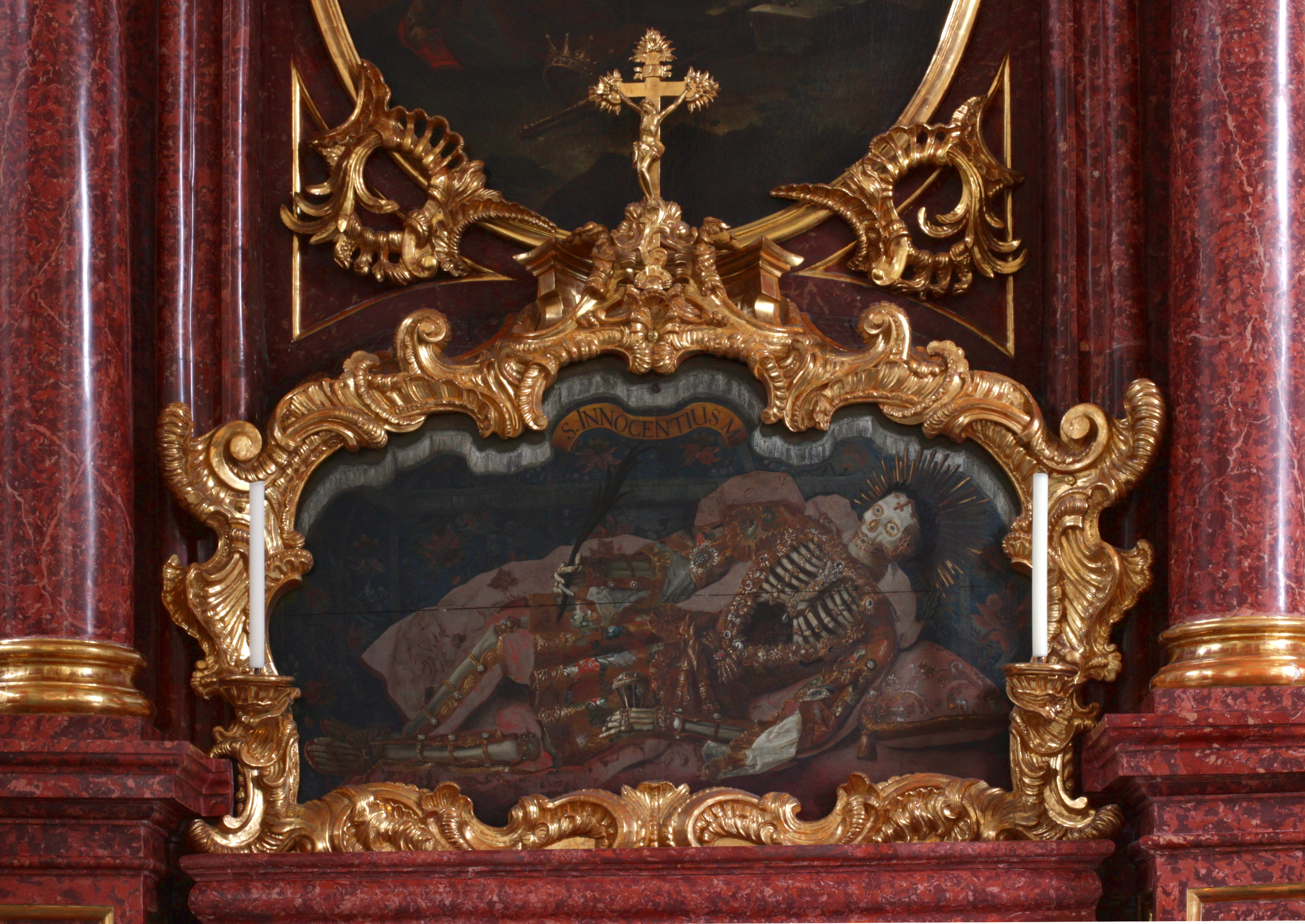
Das Altarblatt des Innocentiusaltars zeigt den Katakombenheiligen Innocentius

In der Kirche Sankt Lorenz stehen insgesamt 15 Altäre. Sieben stehen in den Seitenkapellen und jeweils vier Altäre stehen im Chor und im Langhaus. Der älteste Altar ist der Ablösealtar im Nordarm des Chors. Der neueste Altar ist der Zelebrationsaltar mit einer Laurentiusreliquie aus dem Jahr 1995. Das Gestühl im Langhaus stammt aus dem Ende des 17. Jahrhunderts. Im Chor ist es modern nachgeschnitzt. Das Gestühl hat geschwungene Wangen mit einem Akanthusschnitzrelief und gedrehte jonische Säulen und Kugelaufsatz.

### Chor
Hochaltar
Im Ostarm des Chors steht der Hochaltar von Johann Georg Haggenmiller aus dem Jahr 1682. Er füllt die Ostwand vollständig aus. In der Tradition des im Dreißigjährigen Krieg zerstörten Marienmünsters ist er, wie auch der Chorraum, Maria geweiht. Maria ist die Patronin des Benediktiner-Ordens. Das Altarblatt zeigt die Himmelfahrt Mariens und wurde als Kopie 1780/84 von Michael Koneberg geschaffen. Das Original von Kaspar Sing war schadhaft und wurde ersetzt.
Ablösealtar
Der Ablösealtar steht im nördlichen Chorarm.
Kastolusaltar
Im südlichen Chorarm steht der Kastulusaltar. Er enthält Teile des früheren Hochaltars.
Chorgestühl

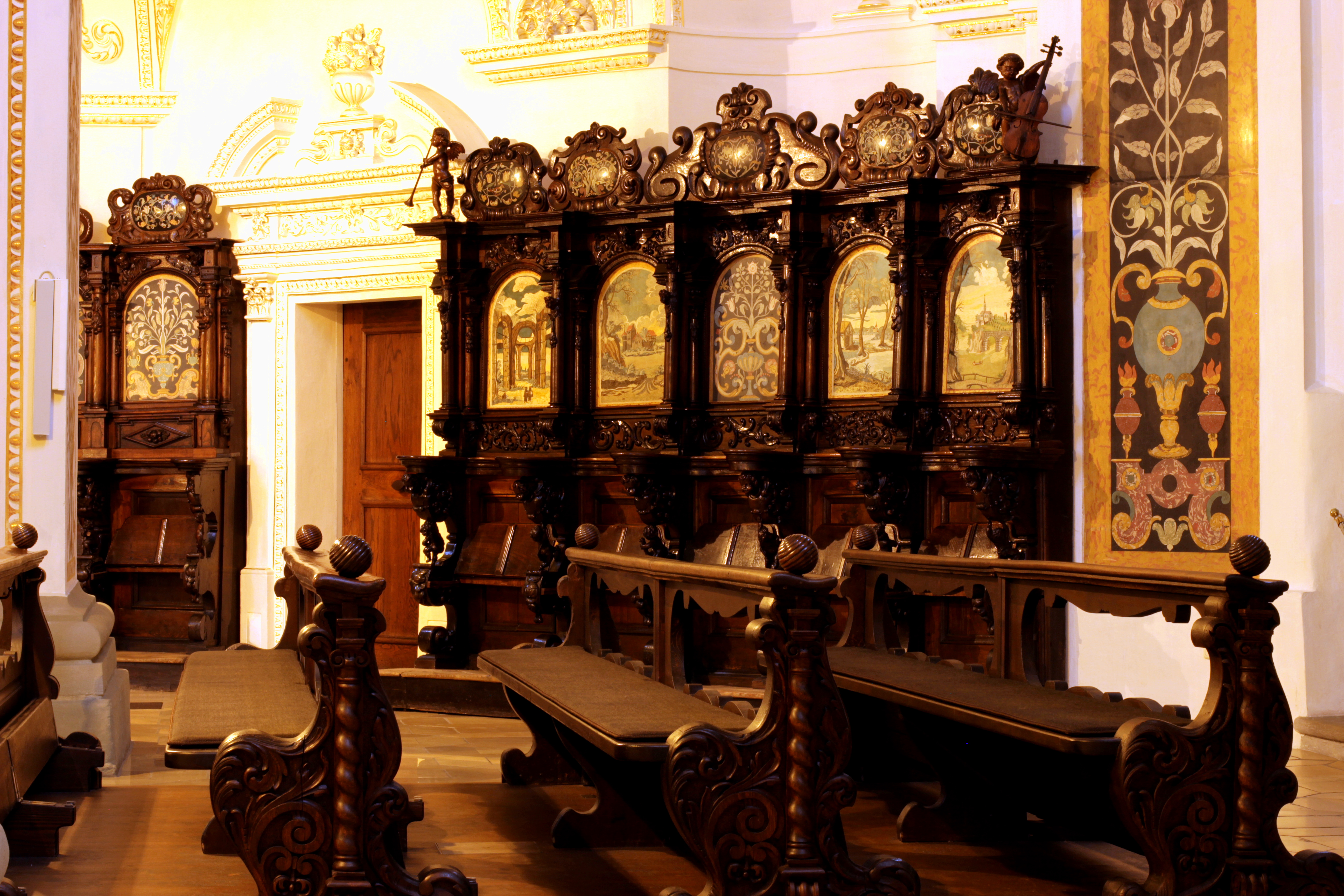
Teil des Chorgestühls

Das Chorgestühl steht auseinandergesetzt an den Chorwänden. Ursprünglich stand dieses Gestühl zwischen den Freipfeilern. Die Schnitzereien werden Johann Ludwig Ertinger zugeschrieben. Eine „Frau Stuckhatorin“ schuf ab etwa 1670 bis 1678 die Scagliola-Tafeln als Intarsien. Sie gelten als Rarität mit „hohem künstlerischen Rang“. Die Abbildungen zeigen Architekturen und Landschaften, auf drei Platten sind das Stiftswappen sowie die Wappen der Fürstäbte Roman Giel von Gielsberg und Kardinal Bernhard Gustav von Baden-Durlach abgebildet. Auch die Intarsien in zahlreichen Pfeilern wurden vermutlich von der gleichen Person geschaffen. Unklar ist, wer genau Frau Stuckhatorin war. Im Umlauf sind zwei Namen, die Münchnerin Barbara Hackl (auch Barbara Fistulator genannt) oder die Einheimische Maria Salome Freismich. Traditionell wird in der Literatur Barbara Hackl genannt, in zahlreichen Forschungen wird dennoch Maria Salome Freismich genannt.

### Chorgitter
Das dreiteilige, schmiedeeiserne Chorgitter unterhalb des Triumphbogens ist in Muschelwerkformen geschlagen. Über dem perspektivisch geführten Mittelteil ist das Wappen des Fürstabts Engelbert von Syrgenstein angebracht. Gefertigt wurde es in den Jahren 1757 bis 1760.

### Langhaus
Gegenüber der Kanzel ist ein Kruzifix des 17. Jahrhunderts mit Figuren von Maria und Johannes aus 1889.
Rosenkranz- und Laurentiusaltar
Der Rosenkranz- und Laurentiusaltar stehen im Langhaus.

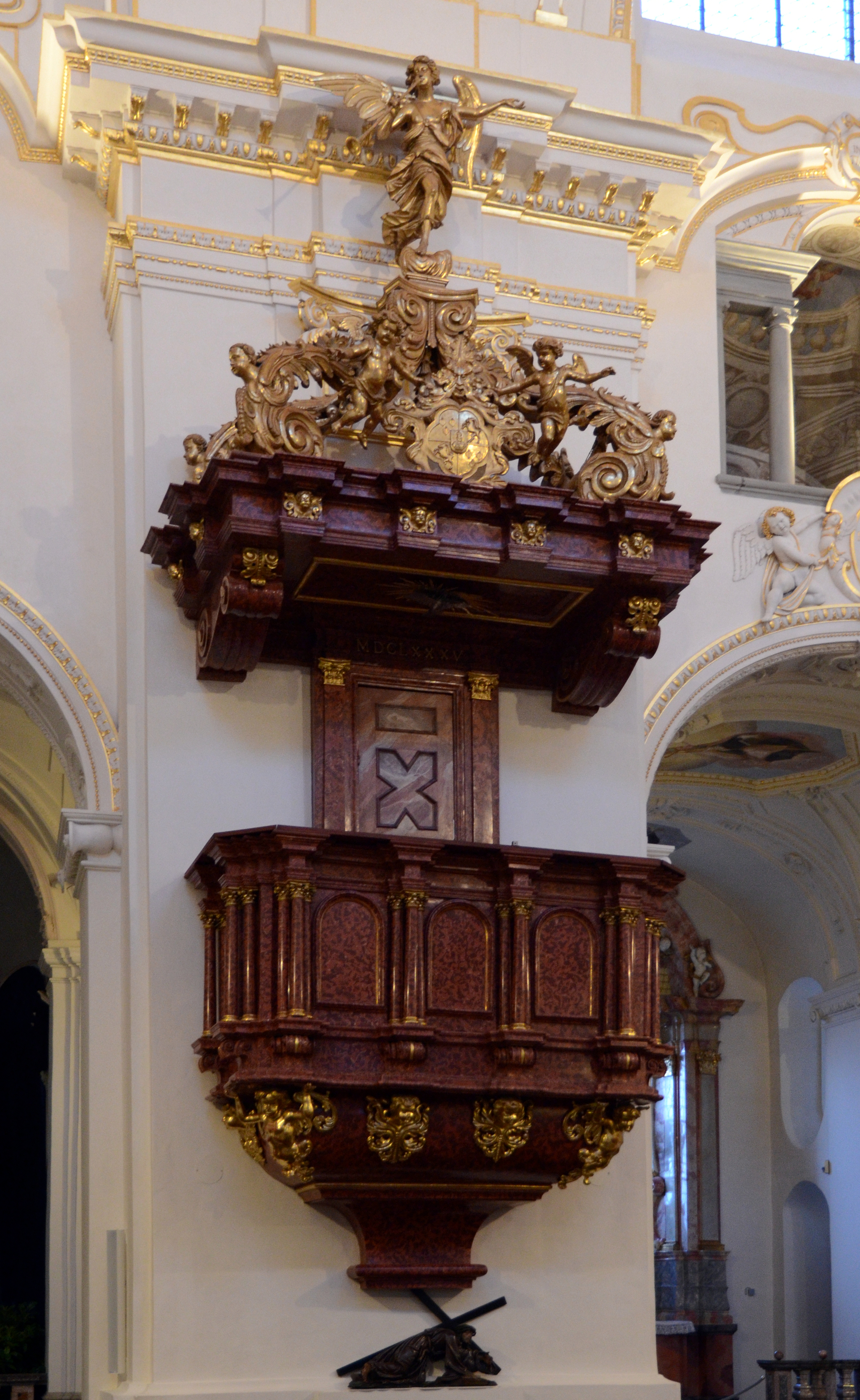
Kanzel
Die Kanzel aus rotbraunem Stuckmarmor wurde unter Fürstabt Rupert von Bodman aufgesetzt. Sein Wappen wird von zwei Putten gehalten. Die Rückwand trägt am Fries die Bezeichnung 1685. Über dem abgerundeten Sockel mit Eingelskopfkartuschen steht der längsausgerichtete Korb mit drei bzw. einem Rundbogenfeld zwischen Dreiersäulen. Über den seitlichen Volutenkonsolen steht der rechteckige Schalldeckel mit der Heilig-Geist-Taube. Die Engelsköpfe sind unter der Verkröpfung befestigt. Über dem goldgefassten Aufsatz ist ein Posaunenengel mit vier Akanthusvoluten umgeben. Unter der Kanzel ist Christus als Kreuzträger aus der Werkstatt Jörg Lederers. Diese Figur stammt aus etwa 1520.

### Seitenschiffe
Je drei Beichtstühle befinden sich pro Seitenschiff zwischen den Doppelpfeilern. Die mittleren wurden unter Fürstabt Engelbert von Syrgenstein aufgestellt, sie sind dreiteilig geschwungen mit reichem Muschelschnitzwerk. Die seitlichen stammen aus dem 18. Jahrhundert, sie sind dreiteilig unter Blattgehänge und Flammenvasen. Unter dem Nordturm ist ein im 19. Jahrhundert veränderter Beichtstuhl vorzufinden – er hat Rokokoschnitzereien am Mittelteil.
Nördliches Seitenschiff
1. Honoriusaltar
2. Benediktusaltar
3. Sebastiansaltar
4. Nikolausaltar
5. Stephanusaltar

Südliches Seitenschiff
Die älteste Figur ist ein Astkreuz aus der Zeit um 1350 unter der Westempore. Es ähnelt dem Kruzifix im Kapellenturm Rottweil.
1. Innocentiusaltar
2. Schutzengelaltar und Taufstein
3. Martinsaltar
4. Nepomukaltar

## Orgeln
St. Lorenz verfügt über drei Orgeln: Auf der Westempore befindet sich die Hauptorgel, im Choroktogon zwei Chororgeln. In den Jahren 2017 bis 2021 wurde die gesamte Orgelanlage erneuert.

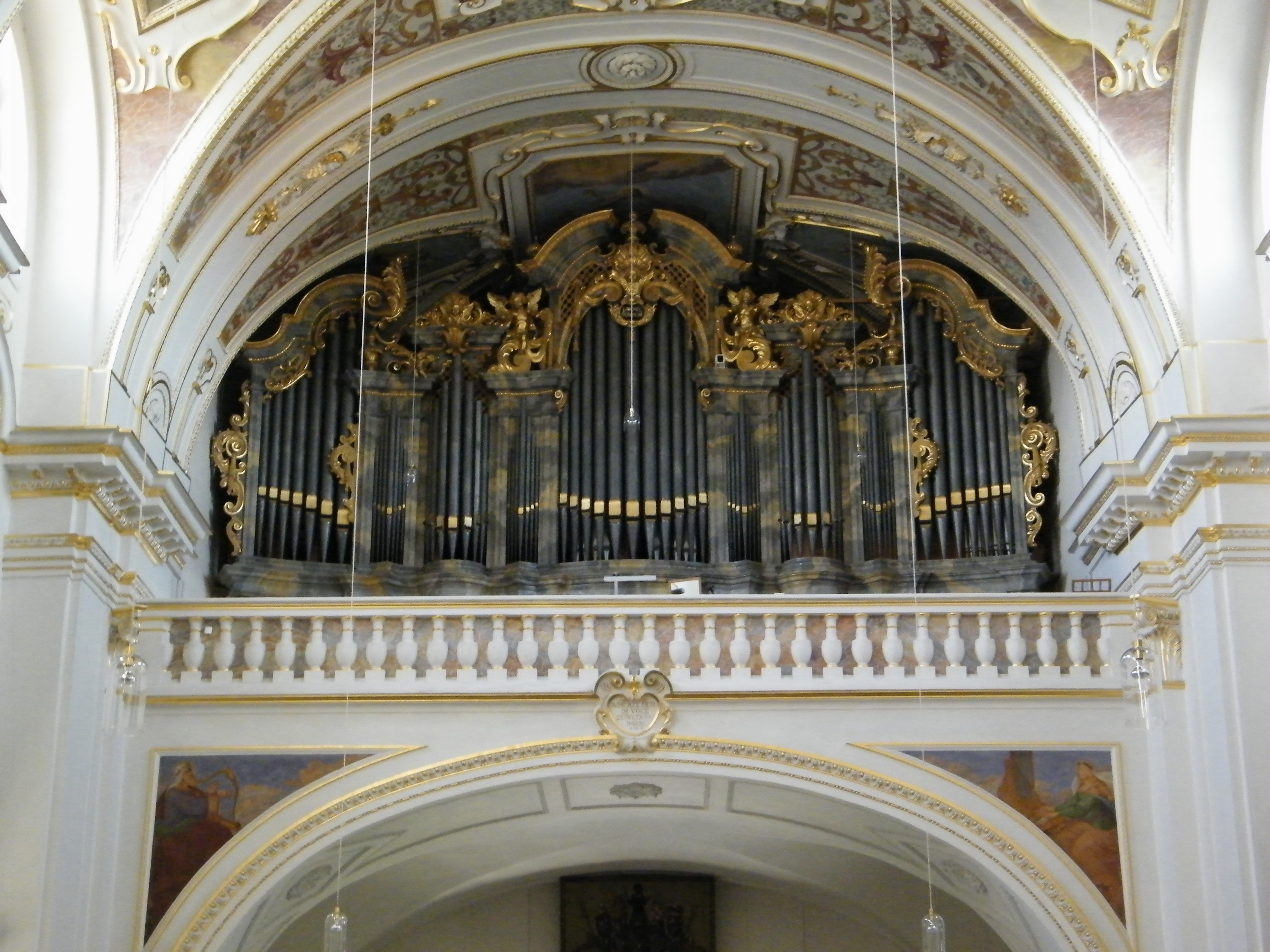
Hauptorgel

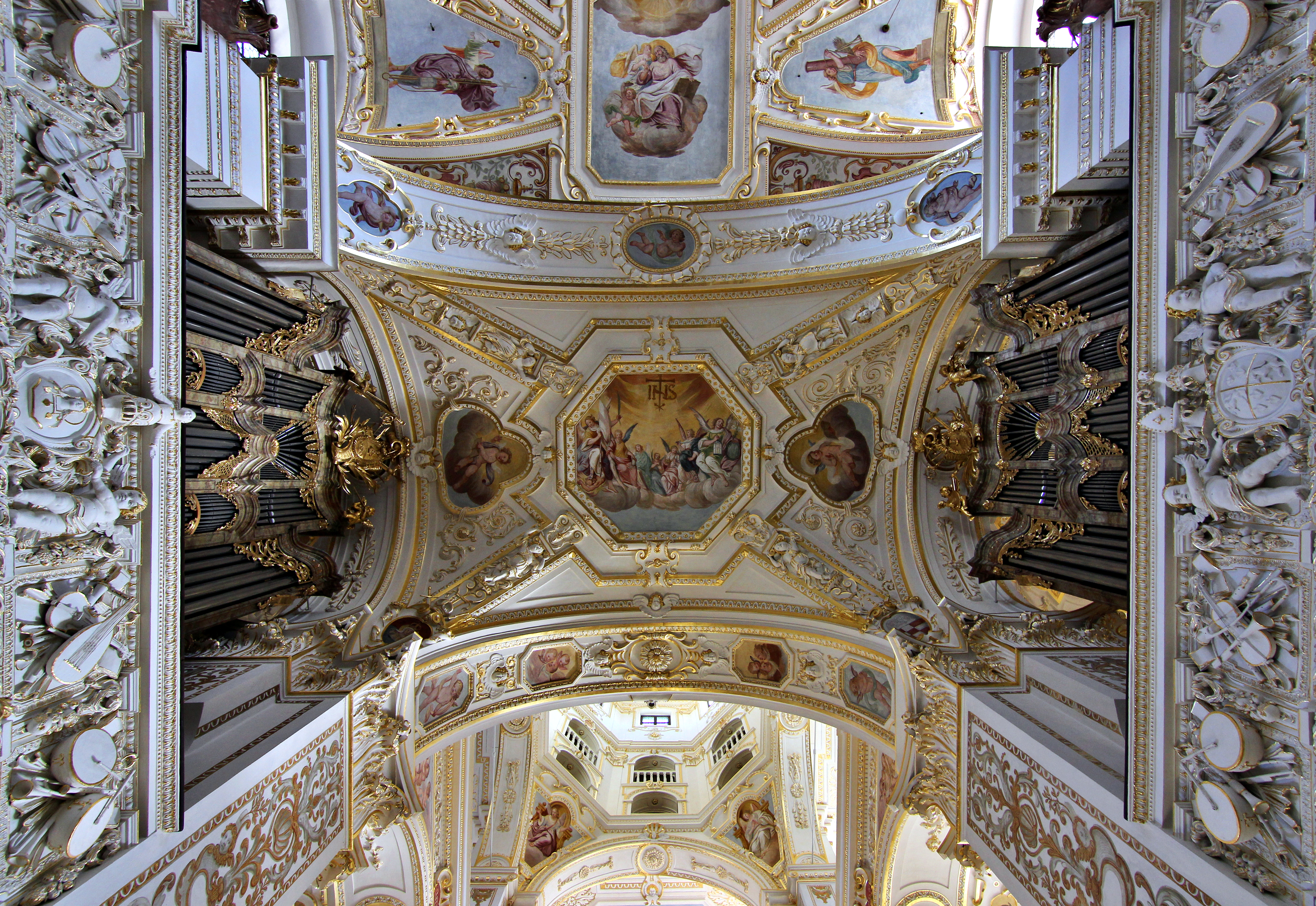
Die beiden Chororgeln (links und
rechts)

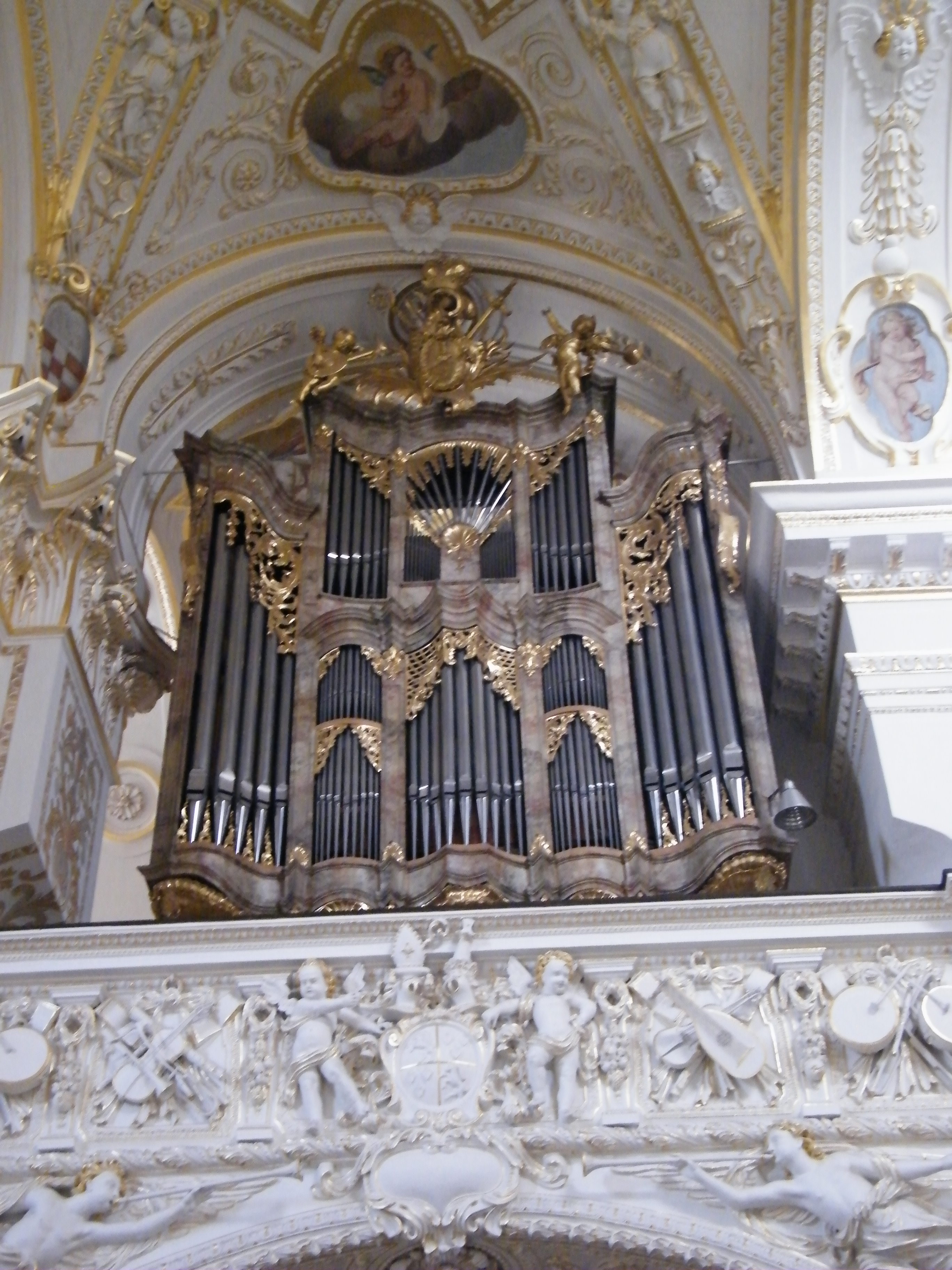
Chororgel Nord

### Hauptorgel
Die Hauptorgel geht auf Eberhard Friedrich Walcker zurück, der in den Jahren 1864 bis 1866 ein Werk auf der neu erbauten Westempore schuf. Das romantisch disponierte Kegelladen-Instrument hatte 36 Register auf zwei Manualen und Pedal. Die Spiel- und Registertrakturen waren mechanisch.
1938 bis 1940 wurde die Orgel durch Josef Zeilhuber elektropneumatisch umgebaut, wobei fast das gesamte Pfeifenwerk und die Windladen Walckers zur Verwendung kamen. Das Instrument wurde um ein 3. Manualwerk erweitert und erhielt einen neuen Spieltisch. Der Bildhauer Hans Miller (München) gestaltete den neuen neobarocken Prospekt und ein heute nicht mehr vorhandene Rückpositiv-Attrappe. Von der Hauptorgel waren ab 1963 beide Chororgeln spielbar.
2018 bis 2020 überholte und reorganisierte die Firma Lenter die Hauptorgel (63/III) aufgrund von technischen Mängeln und um die Substanz von Walcker und Zeilhuber zu einem stimmigen Klangbild zu vereinen.

### Chororgeln
Nach dem Neubau der Stiftskirche wurden um 1730/40 von einem unbekannten Meister zwei neue Chororgeln auf den 1681 im Oktogon eingezogenen Emporen im Chorraum errichtet. 1963 wurden von Josef Zeilhuber zwei neue Werke in den spiegelbildlichen Gehäusen aufgestellt und ab 1997 durch Martin Gegenbauer reorganisiert. 
Beide Chororgeln wurden 2021 erneuert. Die Nordorgel (Marienorgel) aus der Werkstatt Lenter (18/II) orientiert sich an der Disposition der barocken Vorgängerorgel und ist zur Unterstützung des Gemeindegesanges im Chorraum von der Hauptorgel aus spielbar. Die Südorgel (Laurentius-Orgel) baute Rowan West (13/I) in einer hochbarocken Konzeption mit mitteltöniger Stimmung.

## Geläut
Die Doppelkirchtürme tragen insgesamt sieben Glocken. Im Nordturm hängen die beiden ältesten: die Hosanna aus dem Jahr 1788 und die Laurentiusglocke von 1749. Die übrigen fünf Glocken wurden 1954 neu als Ersatz für die im Zweiten Weltkrieg eingeschmolzenen Glocken gegossen:
| Nr. | Name         | Gussjahr | Gießer                              | Masse (ca.) | Durchmesser | Schlagton | Turm |
| --- | ------------ | -------- | ----------------------------------- | ----------- | ----------- | --------- | ---- |
| 1   | Hosanna      | 1788     | Leonhard Rosenlecher (IV), Konstanz | 4225 kg     | 1820 mm     | a°+4      | Nord |
| 2   | Frieden      | 1954     | Glockengießerei Gebhard, Kempten    | 2496 kg     | 1630 mm     | h°+1      | Süd  |
| 3   | Laurentius   | 1750     | Johann Melchior Ernst, Memmingen    | 2100 kg     | 1460 mm     | cis′−2    | Nord |
| 4   | Muttergottes | 1954     | Glockengießerei Gebhard, Kempten    | 1248 kg     | 1280 mm     | e′−5      | Süd  |
| 5   | Benediktus   | 1954     | Glockengießerei Gebhard, Kempten    | 0841 kg     | 1120 mm     | fis′−2    | Süd  |
| 6   | Josef        | 1954     | Glockengießerei Gebhard, Kempten    | 0595 kg     | 1000 mm     | gis′−2    | Süd  |
| 7   | Michael      | 1954     | Glockengießerei Gebhard, Kempten    | 0553 kg     | 0950 mm     | a′+3      | Süd  |

## Sakristei
In der Kirche wurden mehrere Sakristeien eingerichtet. Die Große Sakristei verbindet die Kirche mit der Residenz. Ausgestattet durch Rupert von Bodman, erhielt sie an der Südwand über Schränken Apostelbilder. Zentral davor steht eine geschnitzte Madonna. Das altarähnliche Lavabo in Stuckmarmor von 1760/62 zwischen den Fenstern wird dem Stuckator Johann Georg Üblher zugeschrieben, gegebenenfalls mit einer Beteiligung seines Nachfolgerhofstuckators Johann Georg Wirth.
Die sogenannten Kleinen Sakristeien befinden sich an den nord- und südwestlichen Seiten des Choroktogons.

## Gruft und Krypta

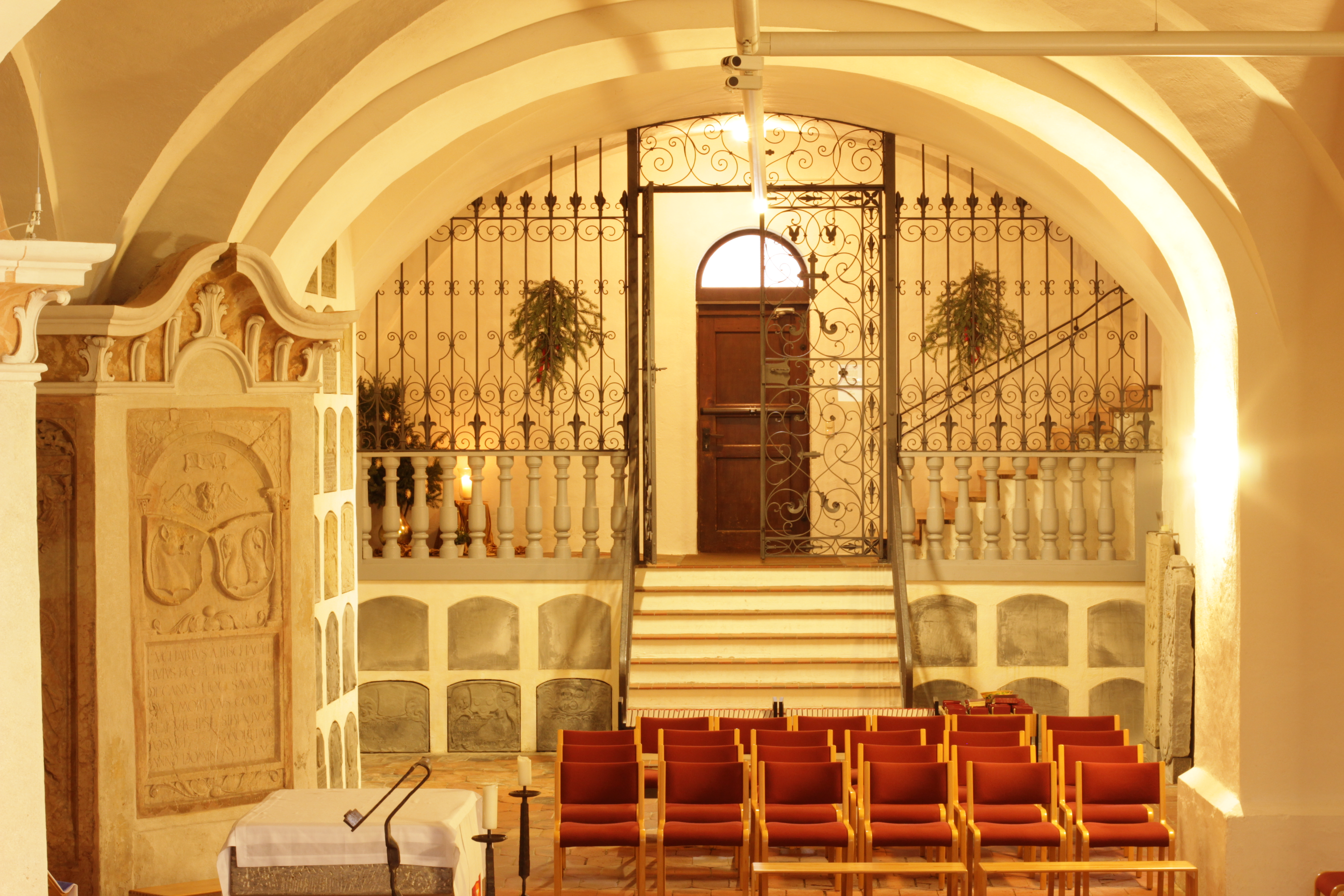
Die Krypta unter dem Chor

Unter dem Chor befindet sich die Krypta, die auch für Gottesdienste genutzt wird. In dieser befindet sich eine vierte Orgel. Hinter einem Altar sind um den ehemaligen Treppenaufgang zum Mittelschiff sechs spätmittelalterliche Grabplatten von Fürstäbten aufgestellt, die aus dem im Dreißigjährigen Krieg zerstörten Marienmünster gerettet werden konnten. Auf den teils stark verwitterten Sandsteinplatten sind die Namen und Wappen der Äbte, Fürstäbte und Stiftsdekane zu sehen.